# Leon Sejranovic
Leon Sejranovic (12 de julio de 2002) es un deportista australiano que compite en taekwondo.
Ganó una medalla de  en el Campeonato Mundial de Taekwondo de 2023 y dos medallas de oro en el Campeonato de Oceanía de Taekwondo, en los años 2019 y 2022.

## Palmarés internacional
| Campeonato Mundial    | Campeonato Mundial | Campeonato Mundial | Campeonato Mundial |
| Año                   | Lugar              | Medalla            | Categoría          |
| --------------------- | ------------------ | ------------------ | ------------------ |
| 2023                  | Bakú (Azerbaiyán)  | Medalla de bronce  | –74 kg             |
| Campeonato de Oceanía |                    |                    |                    |
| Año                   | Lugar              | Medalla            | Categoría          |
| 2019                  | Apia (Samoa)       | Medalla de oro     | –74 kg             |
| 2022                  | Papeete (Francia)  | Medalla de oro     | –80 kg             |